# Scherma ai XXXII Giochi mondiali universitari estivi
Il torneo di scherma dei XXXII Giochi mondiali universitari estivi si è svolto ad Essen, in Germania, dal 17 al 23 luglio 2025.
Nel fioretto, si sono aggiudicati i titoli dei XXXII Giochi mondiali universitari estivi l'italiano Damiano Di Veroli, che ha battuto in finale il polacco Jan Hieromin Nowak e l'italiana Aurora Grandis che ha sconfitto la coreana Byeoli Mo.

## Podi

### Uomini
| Evento                          | Oro                                                                        | Argento                                                                           | Bronzo                                                                         |
| Fioretto individuale (dettagli) | Damiano Di Veroli                                                          | Jan Hieromin Nowak                                                                | Tommaso Martini                                                                |
| Fioretto individuale (dettagli) | Damiano Di Veroli                                                          | Jan Hieromin Nowak                                                                | Choi Minseo                                                                    |
| Sciabola individuale (dettagli) | Park Sang-won                                                              | Gergő Horváth                                                                     | Moritz Schenkel                                                                |
| Sciabola individuale (dettagli) | Park Sang-won                                                              | Gergő Horváth                                                                     | Hwang Heegeun                                                                  |
| Spada individuale (dettagli)    | Dmitrii Shvelidze                                                          | Soma Somody                                                                       | Kirill Gurov                                                                   |
| Spada individuale (dettagli)    | Dmitrii Shvelidze                                                          | Soma Somody                                                                       | Sven Vineis                                                                    |
| Fioretto a squadre (dettagli)   | Italia Damiano Di Veroli Giulio Lombardi Tommaso Martini Federico Pistorio | Polonia Maciej Bem Mateusz Karol Kwiatkowski Jan Hieromin Nowak Szymon Pacholczyk | Giappone Ryosuke Fukuda Shoren Hayashi Yasutaka Nishiguchi Hiroto Sugaya       |
| Sciabola a squadre (dettagli)   | Corea del Sud Hwang Heegeun Lim Jaeyoon Park Jungho Park Sang-won          | Italia Cosimo Bertini Marco Mastrullo Mattia Rea Edoardo Reale                    | Giappone Reo Hiwatashi Hibiki Kato Yuto Rikitake Hayato Tsubo                  |
| Spada a squadre (dettagli)      | Giappone Seiya Asami Ryu Matsumoto Naoshi Nakamoto Hidemasa Sakato         | Ungheria Ádám István Keresztes Gergely Kovács Maruan Osman-Touson Soma Somody     | Italia Fabrizio Cuomo Nicolò Del Contrasto Fabrizio Di Marco Simone Mencarelli |

### Donne
| Evento                          | Oro                                                                  | Argento                                                               | Bronzo                                                                 |
| Fioretto individuale (dettagli) | Aurora Grandis                                                       | Byeoli Mo                                                             | Carlotta Ferrari                                                       |
| Fioretto individuale (dettagli) | Aurora Grandis                                                       | Byeoli Mo                                                             | Esther Bonny                                                           |
| Sciabola individuale (dettagli) | Jeon Ha-young                                                        | Anna Spiesz                                                           | Chirika Takahashi                                                      |
| Sciabola individuale (dettagli) | Jeon Ha-young                                                        | Anna Spiesz                                                           | Summer Fay Sit                                                         |
| Spada individuale (dettagli)    | Hsieh Kaylin Sin Yan                                                 | Anna Maksymenko                                                       | Emily Conrad                                                           |
| Spada individuale (dettagli)    | Hsieh Kaylin Sin Yan                                                 | Anna Maksymenko                                                       | Edina Kardos                                                           |
| Fioretto a squadre (dettagli)   | Corea del Sud Kim Hoyeon Byeoli Mo Park Jihee Sim Soeun              | Italia Giulia Amore Irene Bertini Carlotta Ferrari Aurora Grandis     | Giappone Ayano Iimura Reina Iwamoto Rino Nagase Yuzuha Takeyama        |
| Sciabola a squadre (dettagli)   | Corea del Sud Choi Se-bin Jeon Ha-young Jeong-Mi Kim Eunbi Seon      | Francia Kelly Lusinier Mathilde Mouroux Garance Roger Lola Tranquille | Italia Alessia Di Carlo Benedetta Fusetti Michela Landi Claudia Rotili |
| Spada a squadre (dettagli)      | Francia Alice Conrad Océane Francillonne Emma Lauvray Kelly Lusinier | Italia Elena Ferracuti Carola Maccagno Eleonora Orso Vittoria Siletti | Corea del Sud Kim Nakyeong Kim Taehee Lim Taehee Park Habeen           |